# Sun Wenyan
Sun Wenyan (chinesisch 孙 文雁, Pinyin Sūn Wényàn; * 27. Dezember 1989 in Changsha) ist eine chinesische Synchronschwimmerin.

## Erfolge
Sun Wenyan gewann 2009 bei den Weltmeisterschaften in Rom mit Silber in der Mannschaftskonkurrenz der Kombination hinter Spanien ihre erste internationale Medaille. Ein Jahr darauf sicherte sich Sun bei den Asienspielen in Guangzhou im Mannschafts- und im Kombinationswettbewerb jeweils die Goldmedaille. Bei den Weltmeisterschaften 2011 in Shanghai wiederholte Sun ihren Erfolg von 2009 nicht nur mit der Mannschaft in der Kombination, sondern gewann mit ihr auch im technischen und im freien Programm jeweils die Silbermedaille. In allen Konkurrenzen mussten sich die Chinesinnen der russischen Équipe geschlagen geben. Darüber hinaus belegte Sun im Solo-Wettbewerb im freien Programm mit 95,840 Punkten den dritten Platz hinter der mit 98,550 Punkten siegreichen Russin Natalja Ischtschenko und der zweitplatzierten Spanierin Andrea Fuentes, die auf 96,520 Punkte kam. 2012 gab Sun in London ihr Debüt bei Olympischen Spielen. Im Wettbewerb mit der Mannschaft erzielte sie zusammen mit Chang Si, Chen Xiaojun, Huang Xuechen, Jiang Tingting, Jiang Wenwen, Luo Xi und Wu Yiwen sowohl in der technischen Übung als auch in der Kür jeweils das zweitbeste Resultat, womit die Chinesinnen auch die Gesamtwertung mit 194,010 Punkten als Zweite abschlossen und hinter den Olympiasiegerinnen aus Russland die Silbermedaillen gewannen. Auf dem dritten Podestplatz folgte die spanische Mannschaft.
Ihre nächsten Medaillenplatzierungen gelangen Sun bei den Asienspielen 2014 in Incheon. Mit Huang Xuechen gewann sie die Duettkonkurrenz und sicherte sich darüber hinaus im Mannschaftswettbewerb und auch in der Kombinationskonkurrenz zwei weitere Goldmedaillen. Gleich sechs Medaillengewinne folgten ein Jahr darauf bei den  Weltmeisterschaften in Kasan. Das technische Programm der Solo-Konkurrenz schloss Sun hinter Swetlana Romaschina und Ona Carbonell auf dem Bronzerang ab. Im Duett wurde sie mit Huang Xuechen sowohl im technischen als auch im freien Programm hinter Natalja Ischtschenko und Swetlana Romaschina jeweils Vizeweltmeisterin. Und auch in den Mannschaftskonkurrenzen des freien und des technischen Programms sowie in der Kombination belegte die chinesische Mannschaft mit Sun den jeweils zweiten Platz hinter der russischen Mannschaft. Bei den Olympischen Spielen 2016 in Rio de Janeiro trat Sun in zwei Wettbewerben an. Mit Huang Xuechen belegte sie in der Vorrunde des Duetts den zweiten Platz und wiederholte diese Platzierung auch im Finale. Mit 192,3688 Punkten erhielten sie hinter den siegreichen Russinnen Natalja Ischtschenko und Swetlana Romaschina, die auf 194,9910 kamen, und vor den beiden Japanerinnen Yukiko Inui und Risako Mitsui mit 188,0547 Punkten die Silbermedaille. Im Mannschaftswettbewerb erzielten die Chinesinnen 192,9841 Punkte, womit sie wie schon 2012 hinter Russland mit 196,1439 Punkten Zweite wurden. Den dritten Platz belegte Japan mit 189,2056 Punkten. Neben Sun erhielten Gu Xiao, Guo Li, Li Xiaolu, Liang Xinping, Tang Mengni, Yin Chengxin, Zeng Zhen und Huang Xuechen Silber.
Nachdem Sun nicht zum chinesischen Kader bei den Asienspielen 2018 in Jakarta gehört hatte, war sie 2019 wieder Teil der Mannschaft bei den Weltmeisterschaften in Gwangju. Dort wiederholte sie fast alle Platzierungen ihrer WM-Teilnahme von 2015. Mit Huang Xuechen belegte sie in den Duettwettkämpfen des freien und technischen Programms jeweils den zweiten Platz hinter Swetlana Romaschina und Swetlana Kolesnitschenko aus Russland und vor den drittplatzierten Ukrainerinnen Marta Fjedina und Anastassija Sawtschuk. Ebenso wurde Sun mit der Mannschaft in der Kombination und im technischen bzw. freien Programm einmal mehr hinter der russischen Mannschaft Vizeweltmeisterin. Bei den 2021 ausgetragenen Olympischen Spielen 2020 in Tokio gewann Sun ihre vierte und fünfte olympische Silbermedaille. Wie schon 2016 beendeten Sun und Huang Xuechen das Duett in der Vorrunde und im Finale auf Rang zwei, diesmal mit 192,4499 Punkten. Das Podest war dabei eine Wiederholung des Weltmeisterschaftsresultats aus dem Jahr 2019. Die beiden Russinnen Kolesnitschenko und Romaschina gewannen die Konkurrenz mit 195,9079 Punkten, Dritte wurden Marta Fjedina und Anastassija Sawtschuk aus der Ukraine mit 189,4620 Punkten. Mit der Mannschaft, zu der neben Sun noch Feng Yu, Guo Li, Huang Xuechen, Liang Xinping, Wang Qianyi, Xiao Yanning und Yin Chengxin gehörten, erreichte Sun 193,5310 Punkte und schloss den Wettkampf hinter Russland mit 196,0979 Punkten und vor der Ukraine mit 190,3018 Punkten auf Platz zwei ab.